# Lithops ruschiorum
Lithops ruschiorum är en isörtsväxtart som först beskrevs av Moritz Kurt Dinter och Schwant., och fick sitt nu gällande namn av Nicholas Edward Brown. Lithops ruschiorum ingår i släktet Lithops och familjen isörtsväxter. Utöver nominatformen finns också underarten L. r. lineata.